# Fodil Hadjadj
Pour les articles homonymes, voir Hadjadj (homonymie).
Fodil Hadjadj est un footballeur international algérien né le 18 avril 1983 à Alger. Il évolue au poste de milieu et compte 10 sélections (0 but) avec la sélection algérienne. Il évolue actuellement au club du CS Constantine.
Il compte 10 sélections en équipe nationale entre 2003 et 2007.

## Carrière
Initialement formé au MC Alger, Fodil Hadjadj a ensuite passé six années au FC Nantes avant d'être transféré de nouveau au MC Alger.
Lors de la Coupe d'Algérie 2007, il fut le héros de la finale en marquant un but d'une frappe de 30 mètres. Irrégulièrement sélectionné par Jean-Michel Cavalli en sélection, il sait néanmoins répondre présent quand on fait appel à lui. À ses débuts, Hadjadj faisait partie du FC Nantes, mais il a eu beaucoup de mal à s'imposer comme titulaire. Il joua beaucoup plus durant la saison 2003-2004 de Ligue 1 en parvenant à obtenir la confiance de Loïc Amisse. Ce dernier fut limogé durant la saison suivante et l'arrivée de Serge Le Dizet le poussa vers le départ. Par un manque de confiance de son entraîneur et la concurrence difficile avec Emerse Faé, en août 2005, il signe au MC Alger, le club qui l'a formé, et il devient le meneur de jeu.
et en 2011 signe au (CS Constantine).

## Sélections
- 10 sélections (0 but)
- 1re sélection le 4 avril 2003 contre le Qatar (1-0)

## Palmarès
- Vainqueur de la Coupe d'Algérie 2006-2007 avec le MC Alger
- Vainqueur de la Coupe d'Algérie 2005-2006 avec le MC Alger
- Vainqueur de la Supercoupe d'Algérie 2006 avec le MC Alger
- Vainqueur de la Supercoupe d'Algérie 2007 avec le MC Alger
- 10 sélections (0 but) avec l'équipe nationale d'Algérie.
- Finaliste de la coupe de la ligue 2004 avec FC Nantes
- Meilleur passeur Championnat d'Algérie de football avec MC Alger.
- Joueur ayant marqué le plus beau but du FC Nantes lors de la saison de ligue 1 (2003/2004)